# Atendeklarationen
Ej att förväxla med CIAM:s Charte d'Athènes.
Atendeklarationen för restaurering av historiska monument är ett sju punkter långt manifest, som antogs på den första internationella kongressen för Historiska monuments restaureringsarkitekter och -tekniker i Aten 1931.

## Manifestet
Atenfördraget för restaureringen av historiska monument togs fram av deltagare i den första internationella kongressen för historiska monuments restaureringsarkitekter och -tekniker organiserad av International Museum Office (IMO) och hölls i Aten 1931.
De sju punkterna i manifestet var:
- att etablera organisationer för restaureringsrådgivning
- att säkerställa att projekt synas med kunnig kritik
- att bilda nationell lagstiftning för att bevara historiska objekt
- att återbegrava utgrävningar som inte skulle restaureras
- att tillåta användandet av modern teknik och material i restaureringsarbeten.
- att placera historiska objekt under frihetsberövande skydd
- att skydda området kring historiska objekt